# Sargents æble
Sargents æble (Malus sargentii) er en løvfældende busk med en tætgrenet og udbredt vækstform. Under blomstring dækkes busken næsten helt af de hvide blomster. Sargents æble gror langsomt, tåler kun lidt skygge, men klarer vind godt. De små røde frugter ædes af fugle.

## Beskrivelse
Barken er først rødbrun og behåret. Senere bliver den gråsort og lidt ru, og til sidst bliver den grå og furet. Man kan ofte finde korte sideskud, som er spidse og næsten torn-agtige. Knopperne sidder spredt, de er tiltrykte, afrundede og brune. Bladene har to former: på ikke-blomstrende langskud er de trelappede (meget lig hvidtjørn), og på de blomstrende skud er de ovale med savtakket rand (som hos almindelig æble). I begge tilfælde er oversiden mørkegrøn, mens undersiden er grågrøn. Høstfarven er gul til orange. 
Blomstringen sker i maj-juni, og blomsterne sidder 4-5 sammen i småskærme på små, knudrede dværgskud. Blomsterne er hvide og dufter syrligt-sødt. Frugterne er bittesmå, bærlignende æbler. De er langstilkede og højrøde. Når de er ædt af fuglene, sidder stilkene tilbage som et godt vinterkendetegn. Frøene spirer villigt.
Rodnettet består af nogle få, kraftige hovedrødder, som når vidt ud og langt ned. Siderødderne er tæt forgrenede og orangebrune. Som alle æbler skaber også denne busk jordtræthed, og den får alle æbletræernes sygdomme og skadedyr.
Højde x bredde og årlig tilvækst: 6 x 4 m (30 x 20 cm/år).

## Hjemsted
Sargents æble vokser i det nordlige Japan, hvor den findes overalt fra bjergkrat til strandsumpe.

## Anvendelse
Sargents æble er uegnet til ekstremt tørre jorder, men ellers brugbar på alle jordtyper fra frodig lerjord til sandjord, samt på overgangen til fugtig jord. Planten tåler beskæring godt. Sargents æble bruges især som kantplante både i skovbryn og i læ- og vildtplantninger.
| Portal | Portal:Botanik |